# Matías Alemanno
Pour les articles homonymes, voir Alemanno.

a Compétitions nationales et continentales officielles uniquement.

b Matchs officiels uniquement.
Dernière mise à jour le 28 novembre 2024.
Matías Alemanno, né le 5 décembre 1991 à Córdoba (Argentine), est un joueur international argentin de rugby à XV évoluant au poste de deuxième ligne. Il évolue avec le club anglais de Gloucester en Premiership depuis 2020.

## Carrière

### En club
Matías Alemanno commence sa carrière dans sa ville natale de Córdoba, avec le club amateur de La Tablada RC dans le Torneo de Córdoba, avec qui il évolue depuis 2011. À côté de cela, il joue avec la province des Pampas XV entre 2013 et 2015. Il dispute la Vodacom Cup (championnat des provinces sud-africaines) en 2013, puis remporte la Pacific Rugby Cup en 2014 et 2015,.
En 2016, il fait ses débuts en Super Rugby avec la franchise des Jaguares. En 2017, il prolonge son contrat jusqu'en 2019.
En juillet 2020, il rejoint le club anglais de Gloucester, évoluant en Premiership. En novembre 2021, il prolonge son contrat avec son club pour une longue durée. Il voit à nouveau son contrat prolongé en juillet 2024.

### En équipe nationale
Matías Alemanno a joué avec l'équipe d'Argentine des moins de 20 ans, et dispute les championnats du monde junior en 2010 et 2011,.
Il joue par la suite avec les Jaguars (Argentine A) entre 2012 et 2013, participant à l'Americas Rugby Championship.
Il obtient sa première cape internationale avec l'équipe d'Argentine le 17 mai 2014 à l'occasion d'un match contre l'équipe d'Uruguay à Paysandú,.
En 2015, il est retenu dans le groupe de 31 joueurs sélectionné par Daniel Hourcade pour la Coupe du monde en Angleterre,. Il joue six matchs de la compétition contre la Géorgie, les Tonga, la Namibie, l'Irlande, l'Australie et l'Afrique du Sud.
En 2019, il est sélectionné par Mario Ledesma pour la Coupe du monde au Japon,. Il dispute quatre rencontres lors de la compétition, contre la France, les Tonga, l'Angleterre et les États-Unis.
En juin 2023, il fait partie du groupe de 48 joueurs retenus pour participer au Rugby Championship et pour préparer la Coupe du monde. Le 8 août 2023, il est annoncé au sein du groupe final de 33 joueurs retenu pour disputer la Coupe du monde en France. Il joue six matchs lors de la compétition, dont deux comme titulaire.

## Palmarès

### En club
- Finaliste du Super Rugby en 2019 avec les Jaguares.
- Vainqueur de la Pacific Rugby Cup en 2014 et 2015 les Pampas XV.

### En équipe nationale
- Vainqueur de l'Americas Rugby Championship en 2012 et 2013 avec les Jaguars.

## Statistiques
Au 26 juillet 2024, Matías Alemanno compte 97 capes en équipe d'Argentine, dont 55 en tant que titulaire, depuis le 17 mai 2014 à l’occasion d’un match contre l'équipe d'Uruguay à Paysandú. Il a inscrit quatre essais (20 points).
Il participe à dix éditions du Rugby Championship, en 2014, 2015, 2016, 2017, 2018, 2019, 2020, 2021, 2022 et 2023. Il dispute quarante-cinq rencontres dans cette compétition.